# I senza Dio (film 1972)
I senza Dio è un film del 1972 diretto da Roberto Bianchi Montero.

## Trama
Dopo la rapina a El Paso, viene posta una taglia di 15.000 dollari nella testa del bandito Corbancho. Ma quando un bottino da 400.000 dollari viene depredato a Tucson, tutti credono che si tratti di una nuova impresa del fuorilegge, ma in realtà non è così.